# Peridroma semidolens
Peridroma semidolens là một loài bướm đêm trong họ Noctuidae.